# ブラッド・ダルイソ
ブラッド・ダルイソ（Brad Daluiso 1967年12月31日- ）はカリフォルニア州サンディエゴ出身の元アメリカンフットボール選手。ポジションはプレースキッカー。

## 経歴
UCLAを卒業後、NFLのアトランタ・ファルコンズで2試合にプレーした後、1991年9月10日、ロングキックの苦手なスコット・ノーウッドの代役としてバッファロー・ビルズに加入した。その後デンバー・ブロンコス、ニューヨーク・ジャイアンツ、オークランド・レイダースでプレーした。バッファロー・ビルズ時代に第26回スーパーボウル 、ニューヨーク・ジャイアンツ時代に第35回スーパーボウルに出場したがいずれも優勝はできなかった。2001年シーズン終了後に引退した。
ロングキックを蹴ることができる彼はバッファロー・ビルズ時代の1991年、1992年、1993年もロングFGを除きほとんどキックオフのみ担当した。この年アリゾナ・カージナルスとの試合で終了間際に54ヤードのFGを成功させた。またキックオフでは1992年には65回中相手にリターンを許したのがリーグ最少の12回、1993年にキックオフの開始地点が35ヤード地点から30ヤード地点へと5ヤード下げられた後も64回中44回はエンドゾーンまでボールを蹴り、その内40回はタッチバックとなり相手にリターンを許さなかった。
1994年12月の試合より不調のデビッド・トレドウェルに代わってFGやPATも任されるようになった。1999年にシーズン絶望となる負傷のため10試合に欠場、ひざの手術後復帰した2000年には14試合に出場しFG23本中17本を決めたが、かつてのようにキックオフでコンスタントにエンドゾーンまでボールを蹴ることができず、相手に絶好のフィールドポジションから攻撃させることが多くなった。
2001年、負傷したセバスチャン・ジャニカウスキーの代わりにニューヨーク・ジェッツとのシーズン最終戦1試合だけオークランド・レイダースでプレーした。